# Filialkirche Obervellach

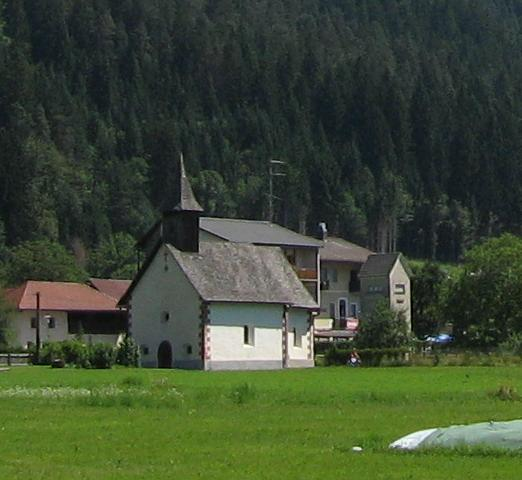
Filialkirche Obervellach

Die Filialkirche Obervellach in der Gemeinde Hermagor ist der Heiligen Dreifaltigkeit geweiht und gehört zur römisch-katholischen Pfarre Hermagor. Ein Gotteshaus in Obervellach wurde erstmals 1485 als Oswaldkirche genannt. 1538 wurde das Dreifaltigkeitspatrozinium erwähnt.

## Baubeschreibung
Der kleine spätgotische Bau wurde in der Barockzeit verändert. Der Chor mit einem Dreiachtelschluss ist gegenüber dem Langhaus geringfügig eingezogen. Der kleine, westliche Dachreiter wird von einem Pyramidenhelm bekrönt. Die Kirche besitzt vier Rundbogenfenster im Chor und je eines im mittleren Langhausjoch. Man betritt die Kirche durch das spätgotische, profilierte und rundbogige Westportal.
Im dreijochigen Langhaus ruht eine Flachtonne von 1686 mit Stichkappen auf Konsolen. Auf der einfachen, barocken Holzempore steht eine Orgel mit spätbarockem Orgelkasten. Der eingezogene, rundbogige Triumphbogen ist abgefast. Im Chor erhebt sich ein Netzgratgewölbe auf Konsolen. Die Lünetten bemalte Franz Rusch 1881 mit Evangelistenbildern.

## Einrichtung
Der Hochaltar von 1686 besteht aus einer großen Ädikula auf einem Sockel und einem gesprengten Segmentgiebel mit einer kleinen Ädikula als Aufsatz. Die Lateralwangen, der Sockel und der Giebel sind mit Knorpelwerk geschmückt. Die Bilder des Altars zeigen in der Mitte die Marienerscheinung des Antonius von Padua, in den seitlichen Medaillons die Heiligen Josef und Florian und im Aufsatz die Heilige Dreifaltigkeit.
Der linke Seitenaltar von 1689 gleicht im Aufbau und im Dekor dem Hauptaltar, hat aber keine Lateralwangen. Das Mittelbild zeigt den Erzengel Michael, das Oberbild Antonius Eremita.
Der rechte Seitenaltar ähnelt in Aufbau und Dekor dem linken. Der Altar trägt die Mittelfigur des heiligen Sebastian. Das Oberbild stellt einen heiligen Bischof dar.
Zur weiteren Ausstattung der Kirche zählen: ein geschnitzter Rosenkranz vom Ende des 17. Jahrhunderts mit Maria, Engeln und Gottvater sowie zwei Vortragestangen aus derselben Zeit.